# 瑪格麗塔·弗雷德庫拉
瑪格麗塔·弗雷德庫拉（瑞典語：Margareta Fredkulla，1080年代—1130年11月4日），瑞典國王老英格的女兒。

## 生平
1101年，瑪格麗塔和挪威國王馬格努斯三世結婚，兩人沒有子女（馬格努斯的子女皆為私生）。
1103年馬格努斯去世，瑪格麗塔隨即離開挪威。
1105年，瑪格麗塔和丹麥國王尼爾斯結婚，兩人的獨子即為日後的瑞典國王馬格努斯一世。